# Pałac w Ujeździe Dolnym
Pałac w Ujeździe Dolnym – zabytkowy pałac w Ujeździe Dolnym – wsi w Polsce, w województwie dolnośląskim, w powiecie średzkim, w gminie Udanin.